# Magisch Maastricht
Magisch Maastricht is een jaarlijks winterevenement in het centrum van de Nederlandse stad Maastricht. Tot 2010 heette het evenement Winterland Maastricht.

## Geschiedenis

### Winterland

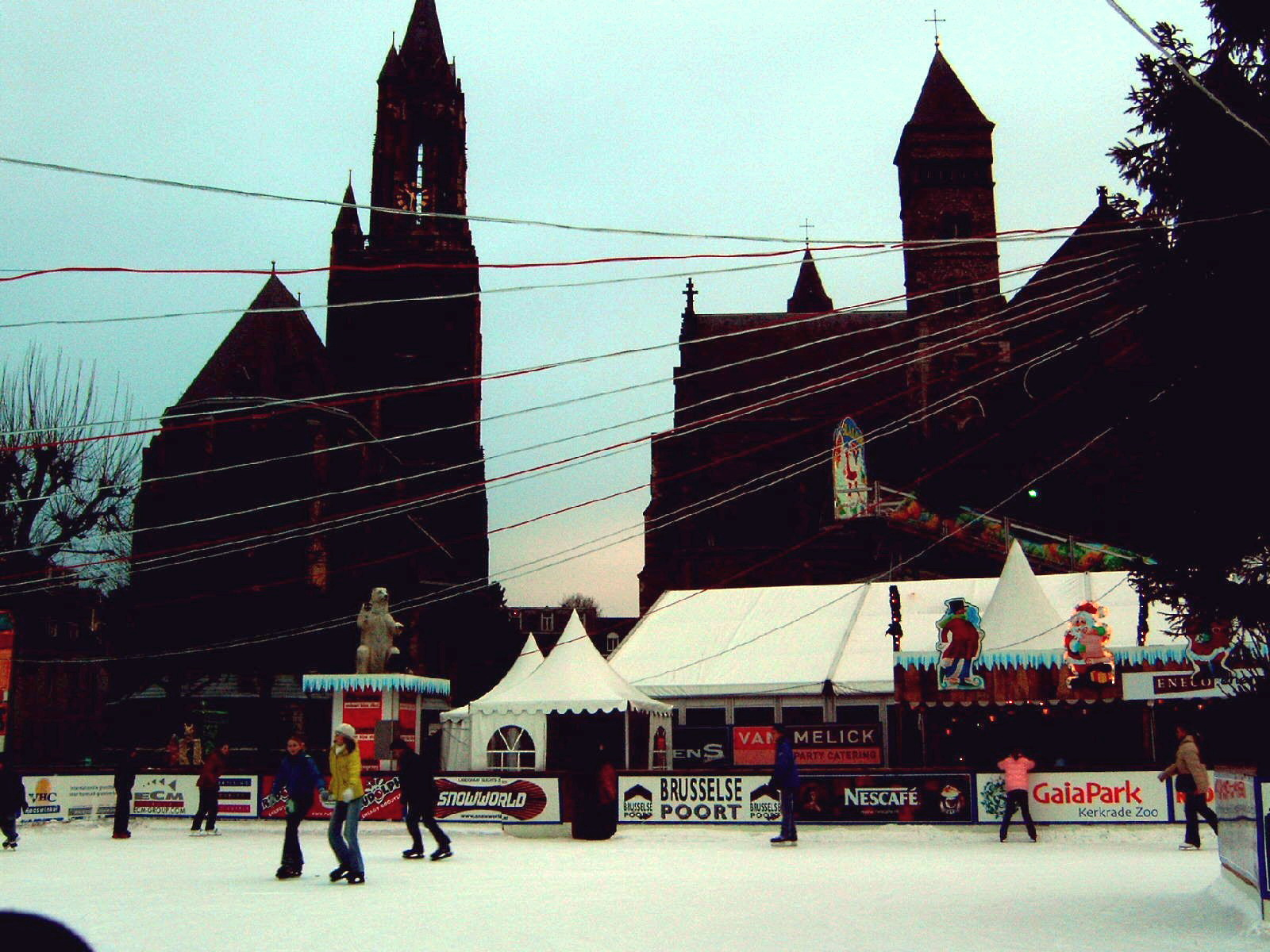
Kunstijsbaan Vrijthof, Winterland 2005

Winterland, de voorloper van Magisch Maastricht, vond tussen 2000 en 2009 ieder jaar plaats op het Vrijthof en bestond uit een kerstmarkt gecombineerd met een kermis en een schaatsbaan. De organisatie van het evenement was in handen van Stichting Winterland Maastricht. Winterland trok jaarlijks vele bezoekers uit heel Nederland en het omringende buitenland en was een van de belangrijkste toeristische attracties van Maastricht. Volgens de organisatie trok het evenement in 2006 1,3 miljoen bezoekers.
Winterland combineerde het "wintergevoel" uit verschillende culturen, zoals de in Duitsland en elders in Midden-Europa populaire kerstmarkten (met Reibekuchen, Bratwurst en Glühwein), en oer-Hollands vermaak als de ijsbaan, het reuzenrad, de oud-Hollandse draaimolen, oliebollen-, poffertjes- en patatkramen.

### Tegenkanting
Onder een deel van de bevolking van Maastricht ontstond na de eerste edities een gevoel van onvrede over Winterland. Men vond dat het evenement te grootschalig was en te langdurig beslag legde op de openbare ruimte van het Vrijthof. Uiteindelijk gaf het gemeentebestuur gedeeltelijk gehoor aan de bezwaren. Er werden ideeën verzameld om een kleinschaliger en enigszins korter durend evenement te organiseren, waarbij de nadruk meer op "kerstmis" en minder op "kermis" moest liggen. Omdat Stichting Winterland Maastricht naar mening van de gemeente onvoldoende meewerkte aan de gewenste veranderingen, zegde de gemeente in 2010 de samenwerking met Winterland op en nam de regie in eigen handen.

### Magisch Maastricht

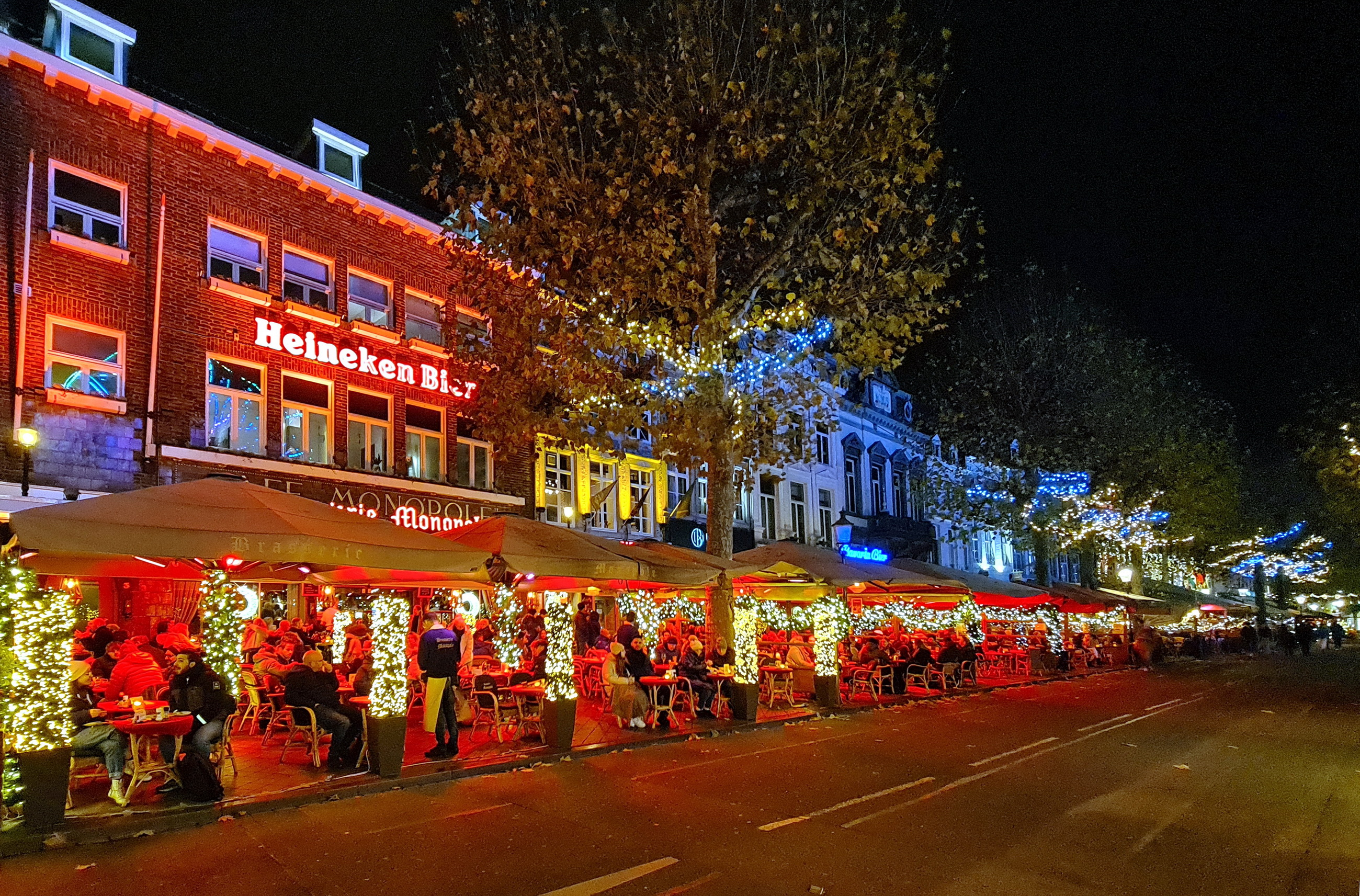
Terrassen aan het Vrijthof, 2022

Een nieuw winterevenement werd vanaf 2010 door de gemeente gecoördineerd en kreeg de naam Magisch Maastricht. Het evenement vindt verspreid over de gehele binnenstad plaats, hoewel de nadruk nog steeds op de Vrijthof-locatie ligt. Het aantal kermisattracties op het Vrijthof is kleiner dan ten tijde van Winterland, hoewel de ijsbaan, het reuzenrad en de draaimolen zijn gebleven. De kerstmarkt werd uitgebreid met een 'Dickens village'. Nieuwe onderdelen waren onder andere: het huis van de kerstman (een kopie van dat in Santa Park, Rovaniemi, Finland), het kersttreintje en de wensboom. Vanaf 2019 is er een religieus element toegevoegd door de aan het Vrijthof gelegen Sint-Servaasbasiliek bij het evenement te betrekken. Vanaf de kerstmarkt leidt een twintig meter lange lichttunnel naar de kerk, waar onder andere de schatkamer en diverse kerststallen zijn te bezichtigen, concerten plaatsvinden en evenementen voor kinderen worden georganiseerd. In 2022 was de ijsbaan voorzien van een rood en groen aangelichte replica van de Sint Servaasbrug, waar men onderdoor schaatsen en overheen lopen kon. Nieuw in hetzelfde jaar was ook de curlingbaan, terwijl het reuzenrad voor het eerst gesloten gondels had.

## Beschrijving evenement
Magisch Maastricht vindt meestal plaats tijdens de gehele maand december. Het evenement biedt naast de kerstmarkt en de kleinschalig opgezette winterkermis op het Vrijthof ook diverse vormen van cultureel aanbod en andere activiteiten in verschillende delen van de binnenstad. Op de Kesselskade langs de Maas bij de Sint Servaasbrug ligt de nadruk op activiteiten voor gezinnen met kinderen. Een belangrijk onderdeel van Magisch Maastricht is de uitbundige kerstverlichting in delen van de binnenstad. Een lichtroute voert bezoekers vanaf het versierde Station Maastricht door de stad, waarbij met name de verlichting van de twee voetgangersbruggen over de Maas, de 'kroonluchters' op Plein 1992, de Maaspromenade, Mosae Forum en de Markt, en de lichtjes in de bomen op het Onze Lieve Vrouweplein de aandacht trekken.

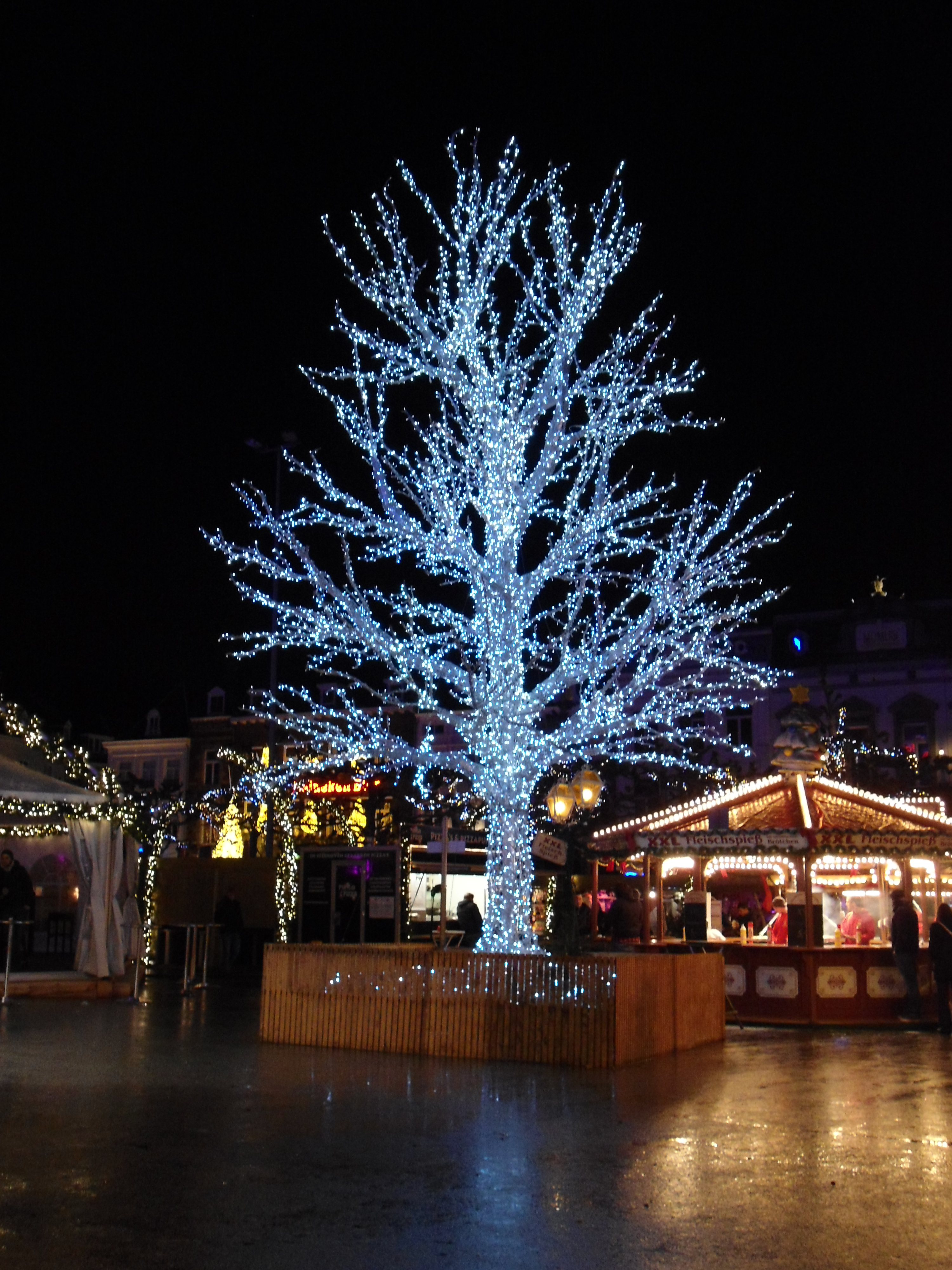
Verlichte 'kerstboom', 2011
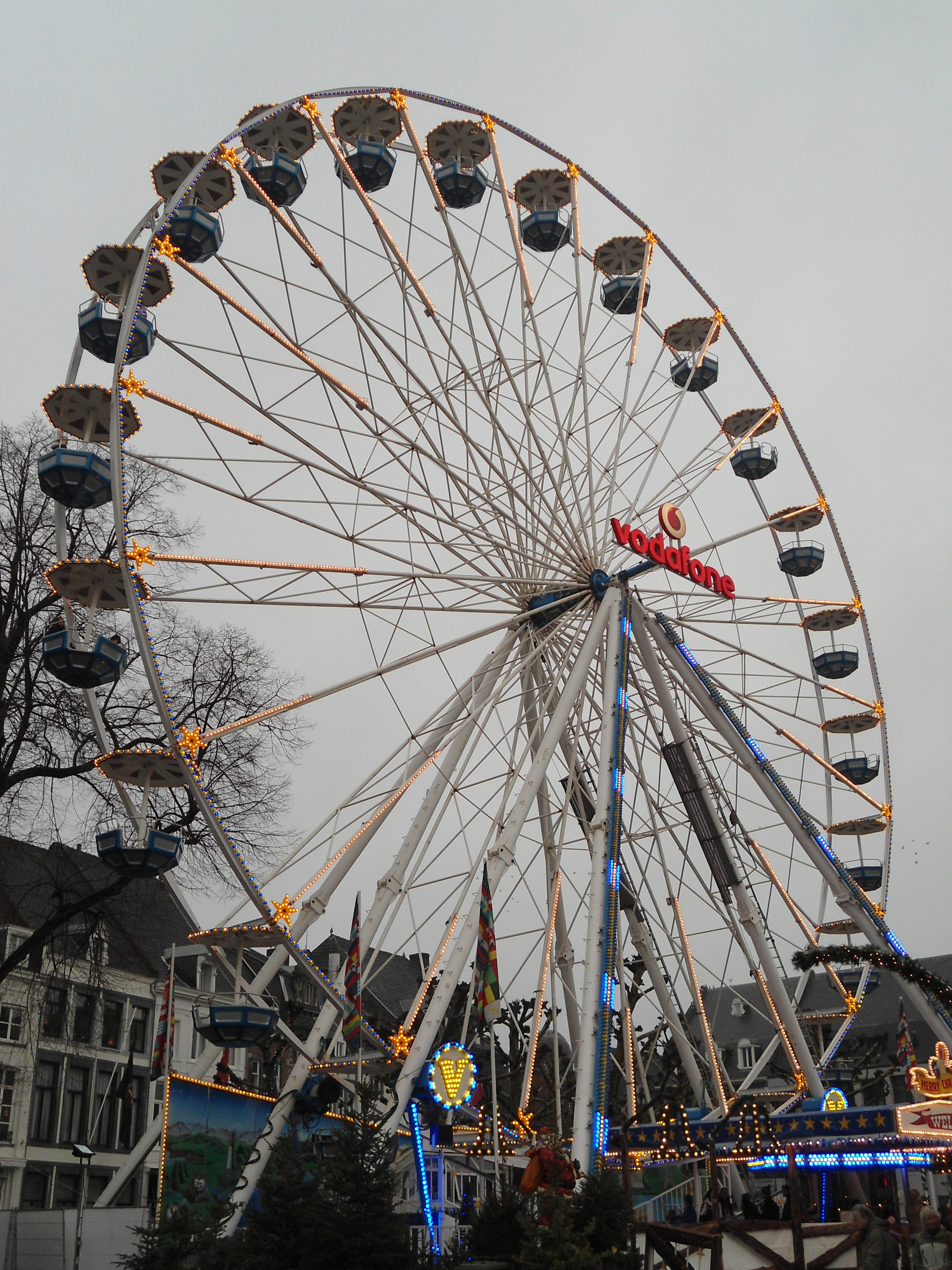
Reuzenrad, 2011
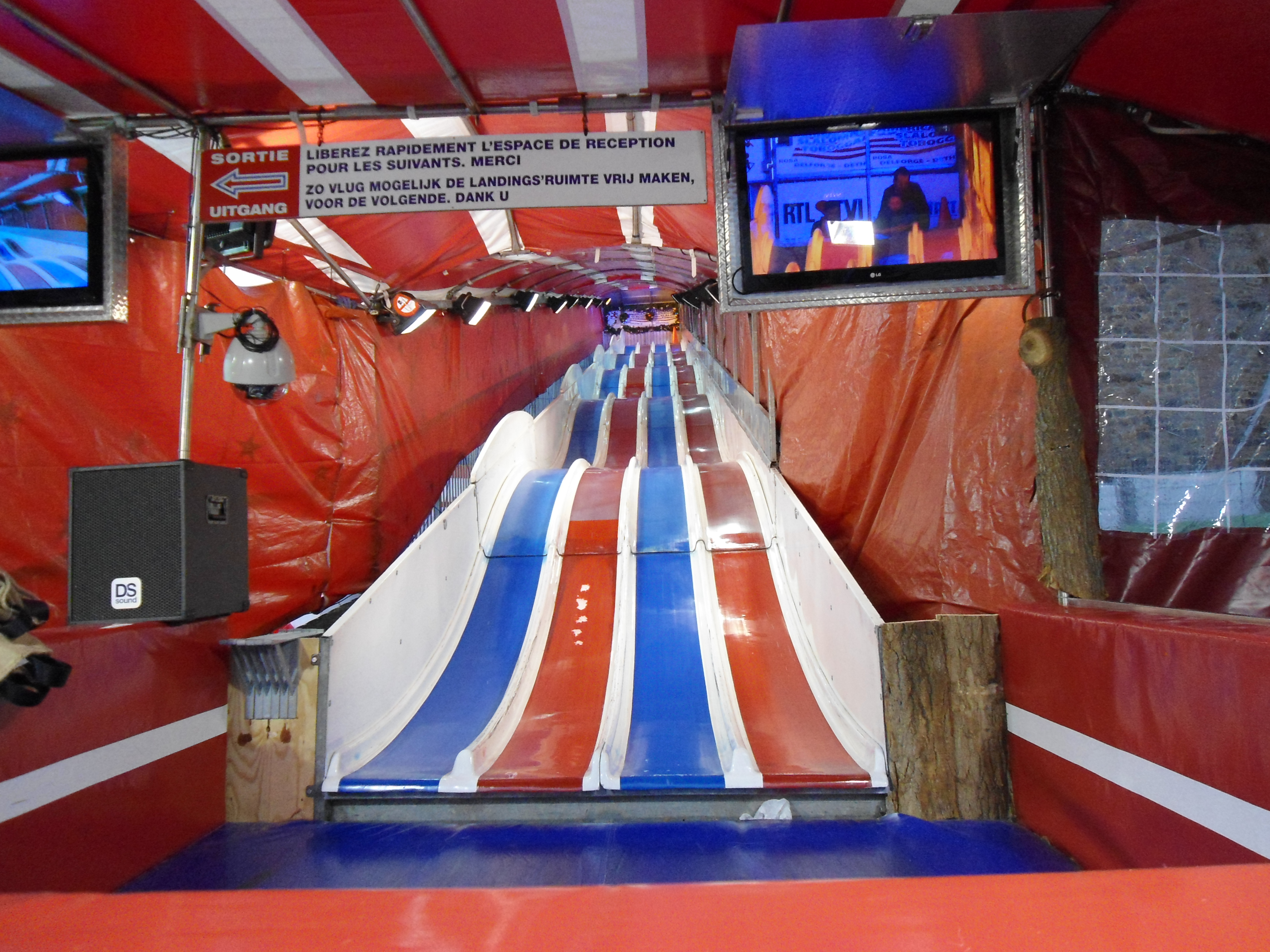
Rodelbaan, 2011
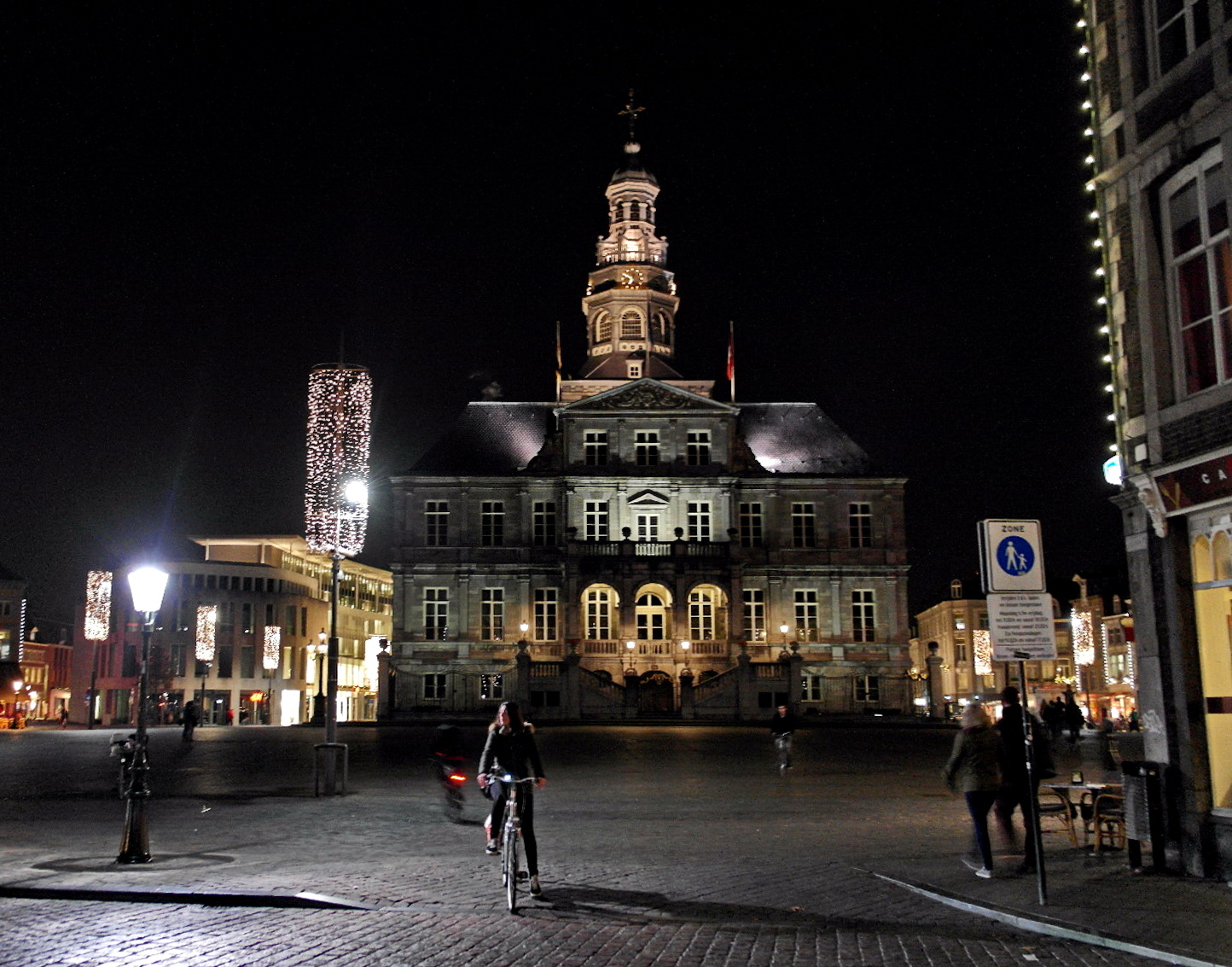
Kerstverlichting Markt, 2014
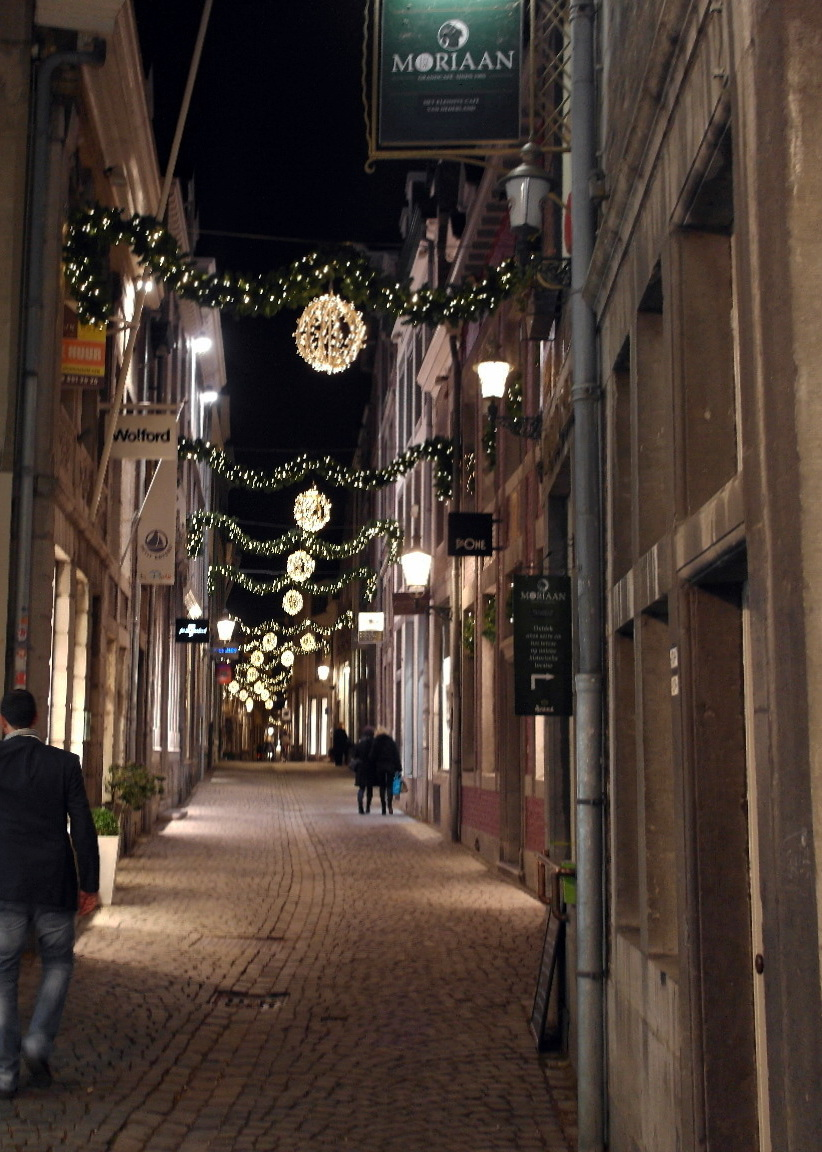
Stokstraat, 2014
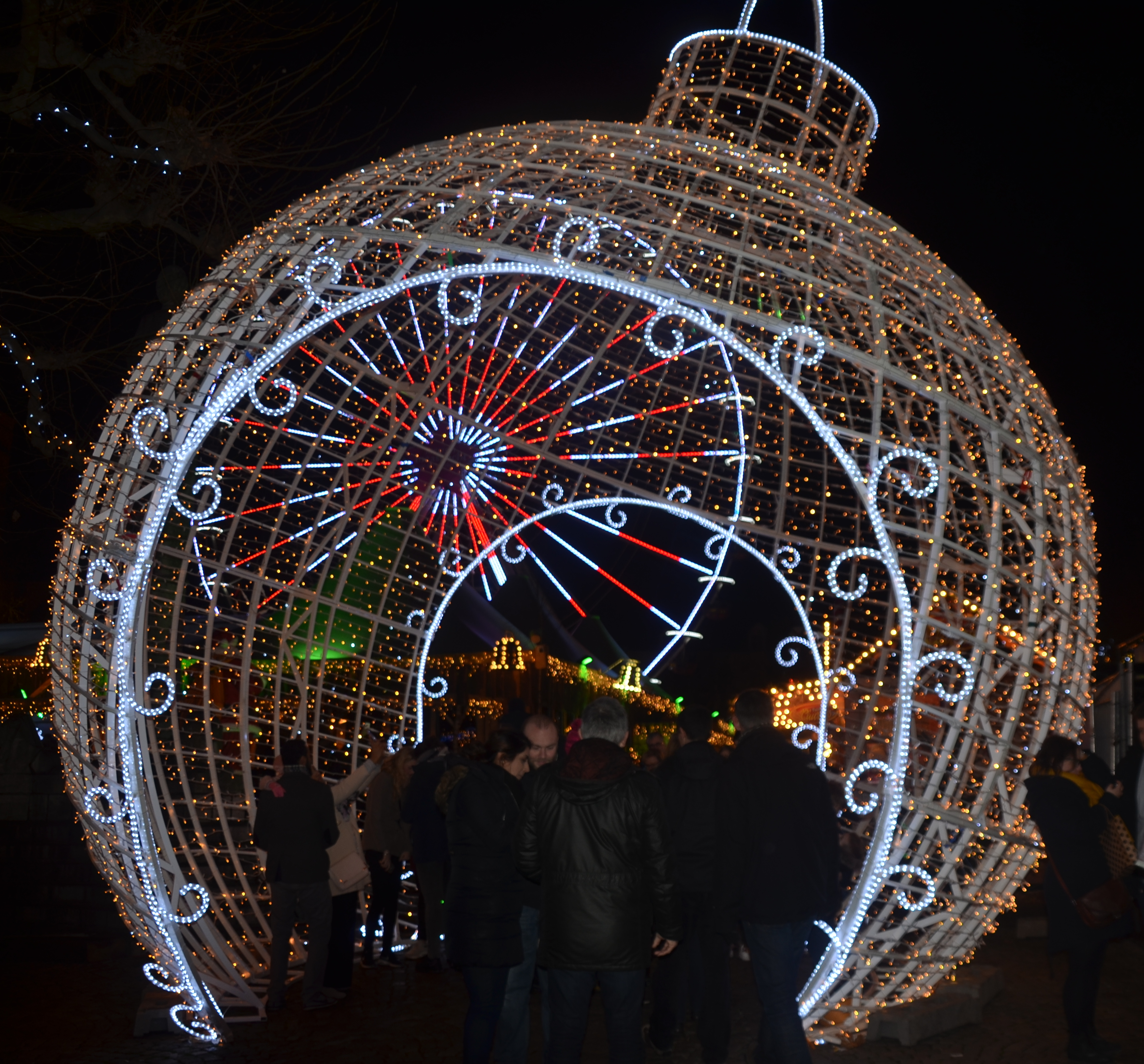
Reuzenkerstbal, 2016
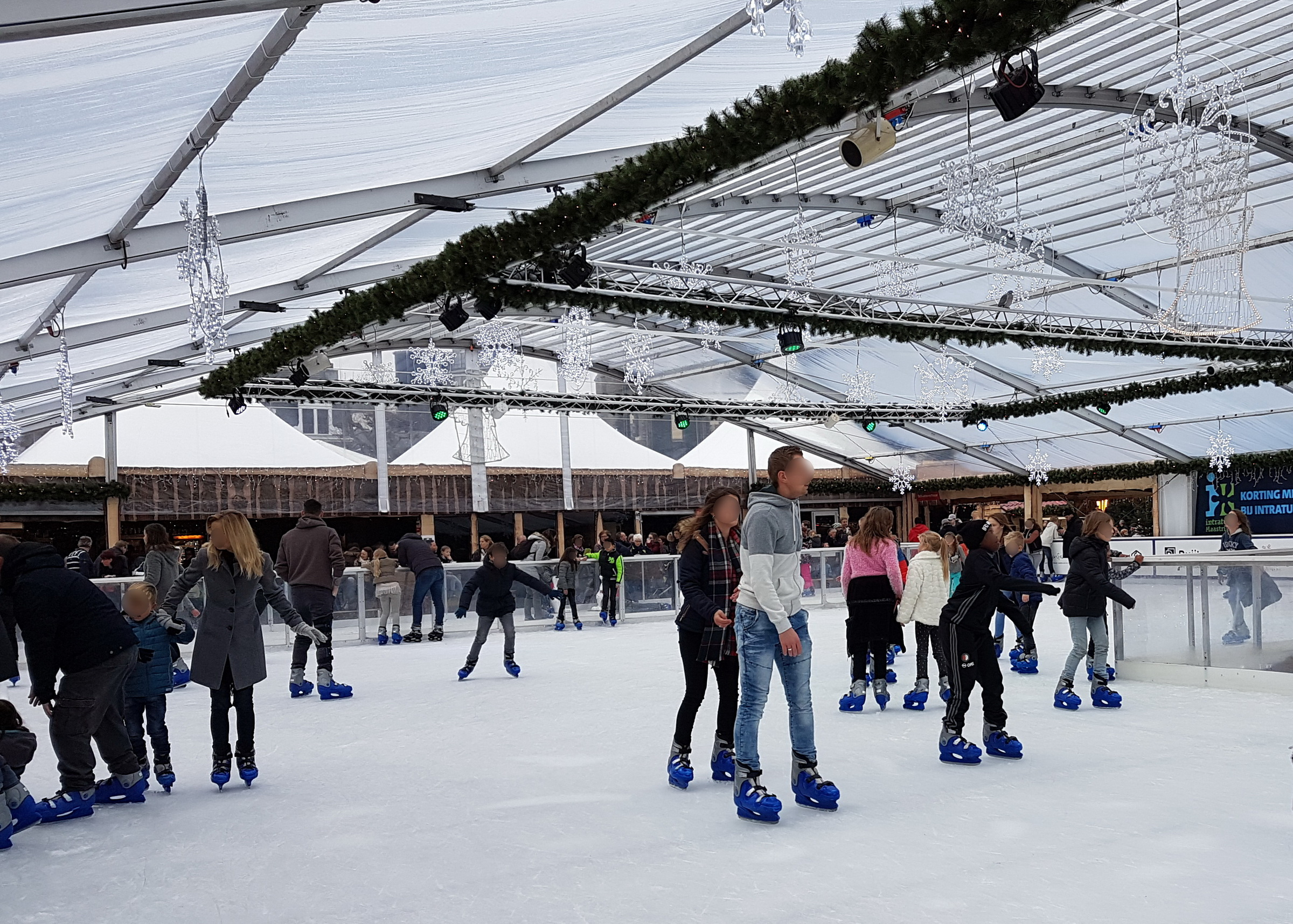
IJsbaan, 2016
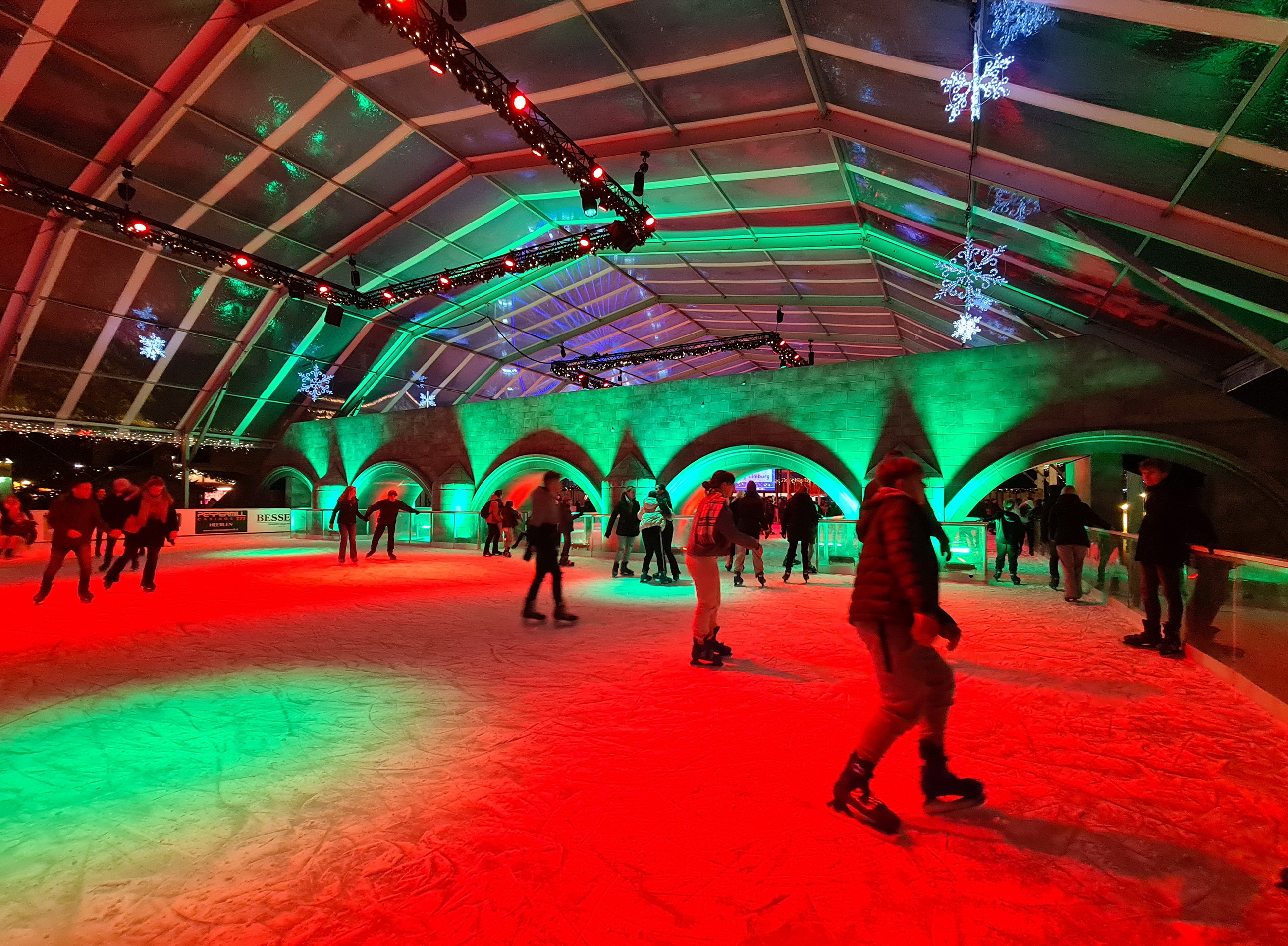
IJsbaan, 2022
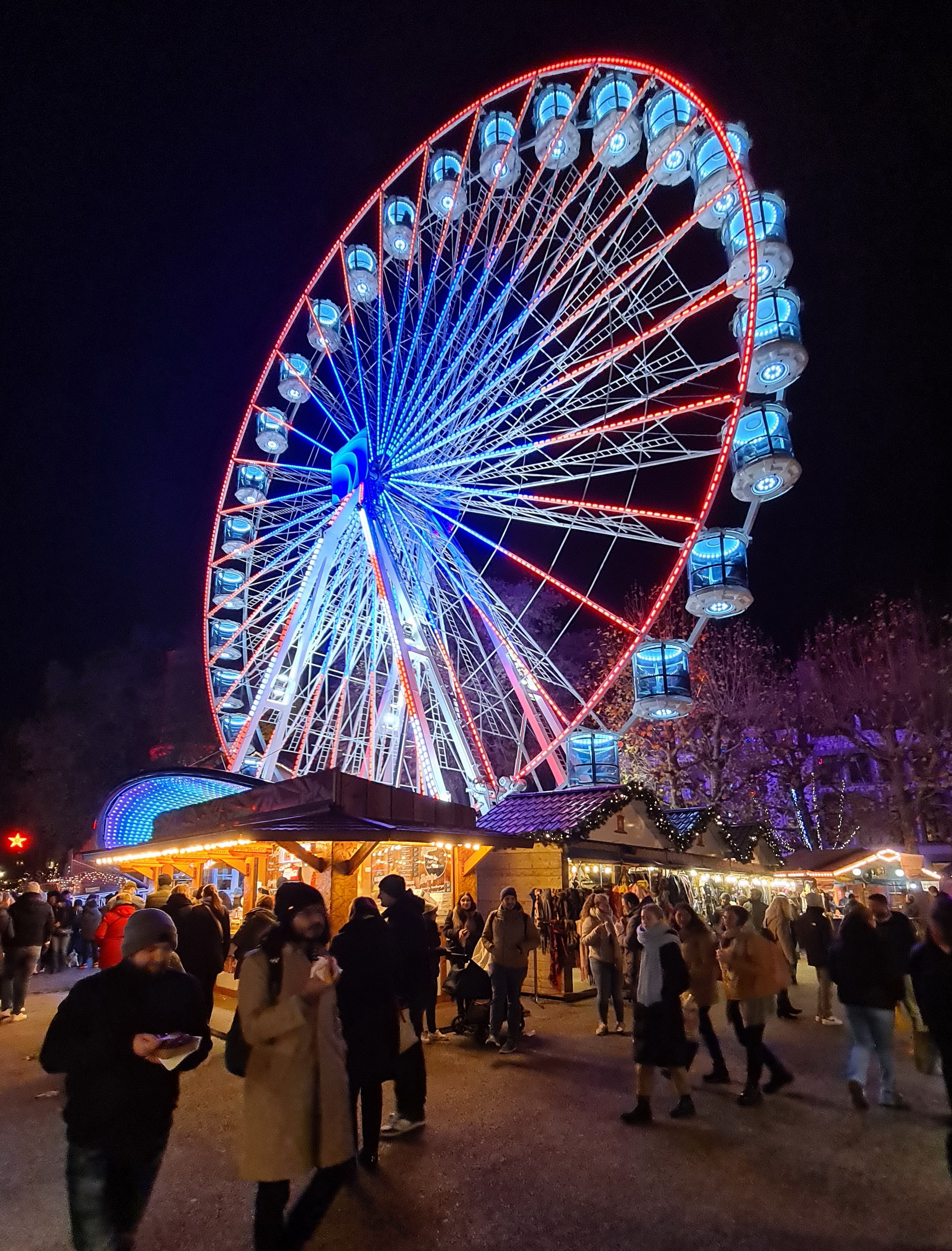
Reuzenrad, 2022
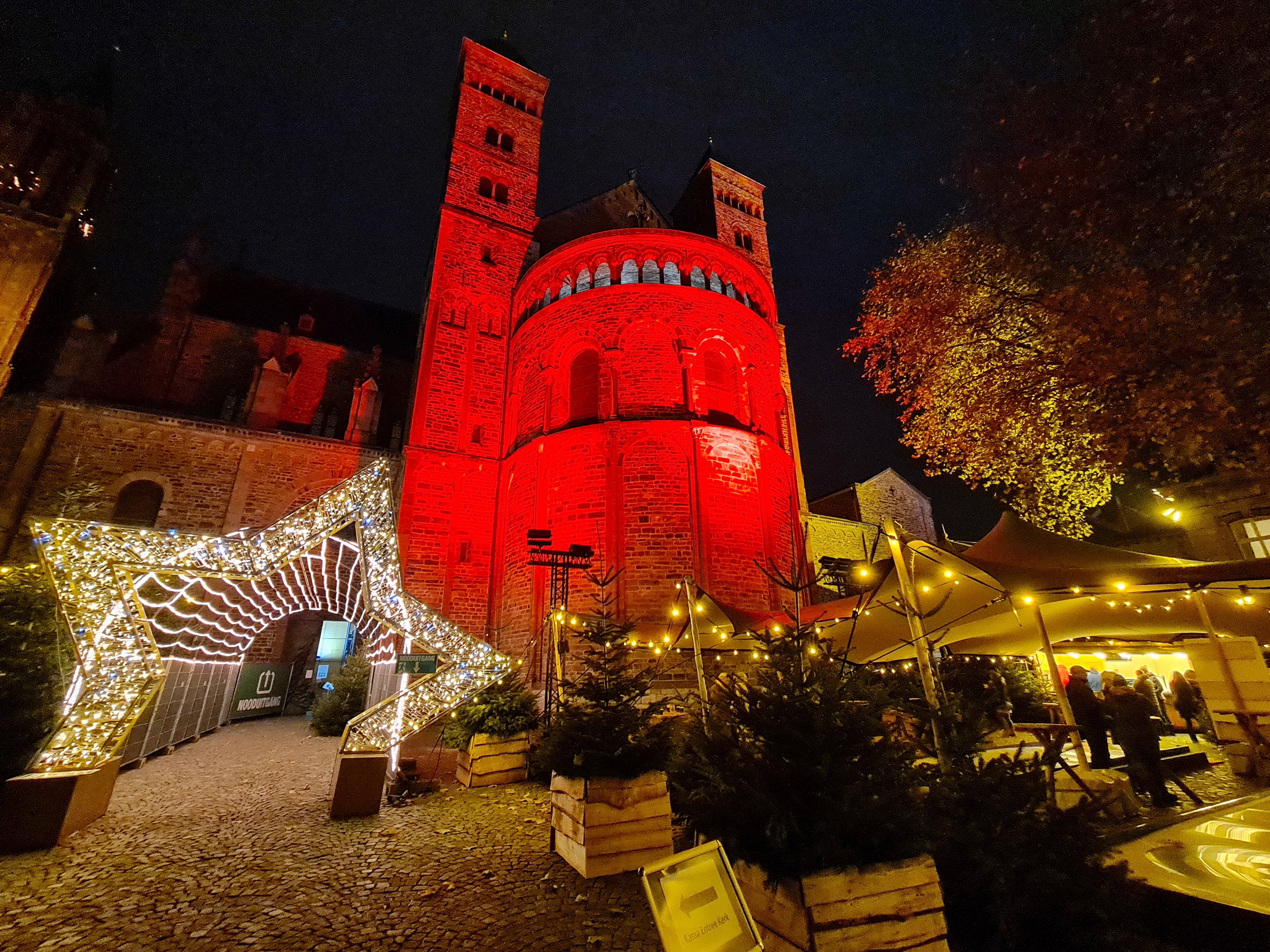
Toegang Sint-Servaasbasiliek, 2022
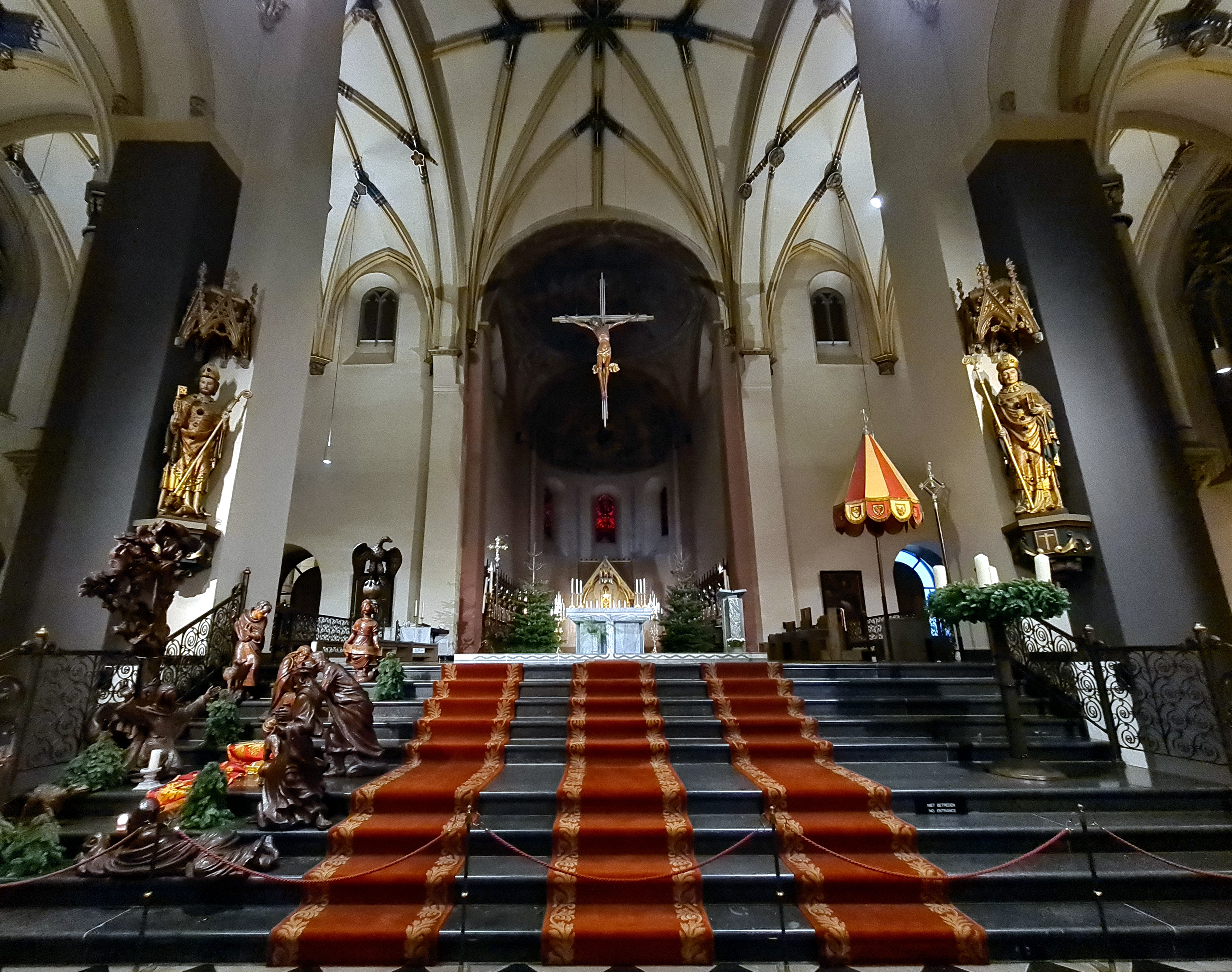
Kerststal Sint-Servaasbasiliek, 2022